# フレモント郡 (ワイオミング州)
座標: 北緯43度02分 西経108度38分 / 北緯43.03度 西経108.63度
フレモント郡（Fremont County）は、アメリカ合衆国ワイオミング州にある郡。人口は3万9234人（2020年）。郡庁所在地はランダー。最大の町はリバートンで、セントラル・ワイオミング・カレッジなどもあり郡の中枢を担っている。
郡名はアメリカ陸軍の将校、探検家、政治家だったジョン・C・フレモントから名づけられた。

## 歴史
1868年にウインド・リバー・インディアン居留地が置かれており、ショーショーニー族やアラパホ族といった先住民族が居住している。フレモント郡は1884年に組織された。

## 地理
アメリカ合衆国国勢調査局によると、この郡は総面積23,998 km2 （9,266 mi2）である。このうち23,782 km2 （9,182 mi2）が陸地で、216 km2 （84 mi2）が水地域である。総面積の0.90%が水地域となっている。
郡内は標高差が大きく、砂漠から氷河まで多彩な気候がある。そのうち氷河は標高4,207メートルのガネット・ピークにあり、そこは中央ロッキー州（ワイオミング州・アイダホ州・モンタナ州）の最高峰となっている。
郡の総面積は、州でスウィートウォーター郡に次ぎ二番目に広くなっている。郡の南部はオレゴン・トレイルが横断しており、北西部の町のデュボアからはイエローストーン国立公園やグランドティトン国立公園へ向かう道路が伸びている。また、西部には大陸分水嶺が広大な原野地域（Wilderness area）やロッキー山脈で最大級の氷河で知られるウィンドリバー山脈伝いに走っている。

### 隣接する郡
- ホットスプリングス郡（北）
- ワシャキー郡（北東）
- ナトロナ郡（東）
- カーボン郡（南東）
- スウィートウォーター郡（南）
- サブレット郡（西）
- ティトン郡（北西）
- パーク郡（北西）

## 人口動静

フレモント郡の人口ピラミッド

2000年の国勢調査で、この郡は35,804人、13,545世帯、及び9,481家族が暮らしている。人口密度は2/km2 （4/mi2）で、1/km2 （2/mi2）の平均的な密度に15,541軒の住居が建っている。この郡の人種的構成は白人76.49%、アフリカン・アメリカン0.12%、先住民19.68%、アジア系0.30%、太平洋諸島系0.03%、その他の人種1.16%、及び混血2.21%で、人口の4.37%がヒスパニックまたはラテン系である。人口のうち22.1%がドイツ系、9.9%がイングランド系、8.2%がアイルランド系、6.3%がアメリカ系移民の子孫である。
13,545世帯のうち、32.20%は18歳未満の子供と暮らしており、54.30%は夫婦で生活している。10.90%は未婚の女性が世帯主であり、30.00%は家族以外の住人と同居している。25.50%は独身の居住者が住んでおり、10.00%は65歳以上で独居である。1世帯あたりの平均人数は2.58人であり、家庭の場合は3.10人である。
郡内の住民は27.40%が18歳未満の未成年、18歳以上24歳以下が8.30%、25歳以上44歳以下が25.90%、45歳以上64歳以下が25.00%、及び65歳以上が13.30%にわたっている。中央値年齢は38歳である。女性100人ごとに対して男性は98.20人いて、18歳以上の女性100人ごとに対して男性は95.40人いる。
この郡の世帯ごとの平均的な収入は32,503米ドルであり、家族ごとでは37,983米ドルである。男性の30,620米ドルに対して女性は19,802米ドルの平均的な収入がある。この郡の一人当たりの収入（per capita income）は16,519米ドルである。人口の17.60%及び家族の13.30%は貧困線以下で、18歳未満の23.70%及び65歳以上の12.50%は貧困線以下の生活を送っている。

## 市町村

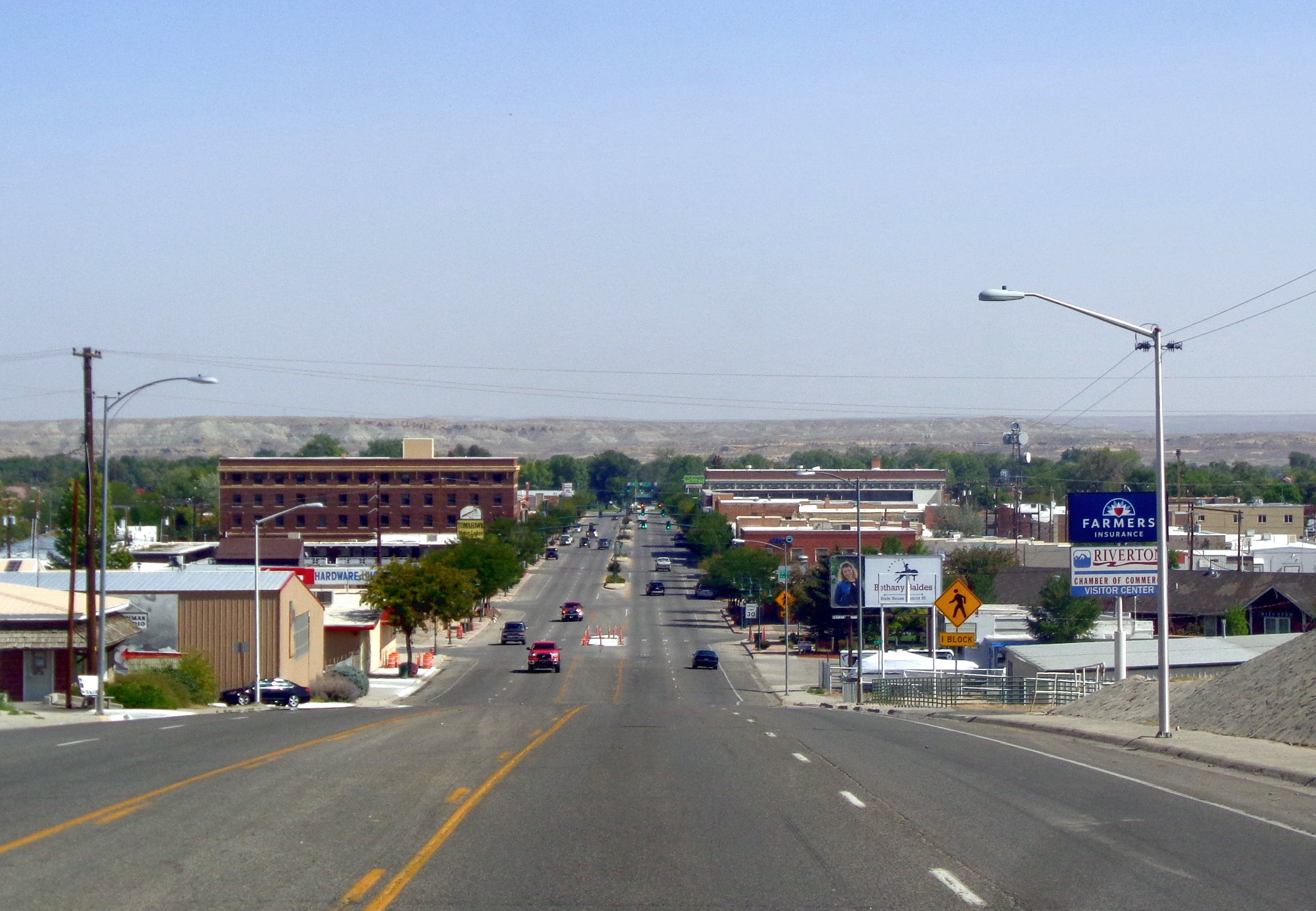
リバートン

都市
- ランダー（英語版）（郡庁所在地）
- リバートン（英語版）

町
- デュボア（en:Dubois, Wyoming）
- ハドソン（en:Hudson, Wyoming）
- パビリオン（en:Pavillion, Wyoming）
- ショショーニ（en:Shoshoni, Wyoming）

国勢調査指定地域
- アラパホー（en:Arapahoe, Wyoming）
- アトランティック・シティ（en:Atlantic City, Wyoming）
- ボールダー・フラッツ（en:Boulder Flats, Wyoming）
- クロウハート（en:Crowheart, Wyoming）
- エザート（en:Ethete, Wyoming）
- フォート・ワシャキー（en:Fort Washakie, Wyoming）
- ジェフリー・シティ（en:Jeffrey City, Wyoming）
- ジョンズタウン（en:Johnstown, Wyoming）

その他
- キニア（en:Kinnear, Wyoming）
- ライサイト（en:Lysite, Wyoming）
- マイナーズ・ディライト（en:Miner's Delight, Wyoming）
- セント・ステファンズ（en:St. Stephens, Wyoming）
- サウス・パス・シティ（en:South Pass City, Wyoming）